# حوضه تاریم

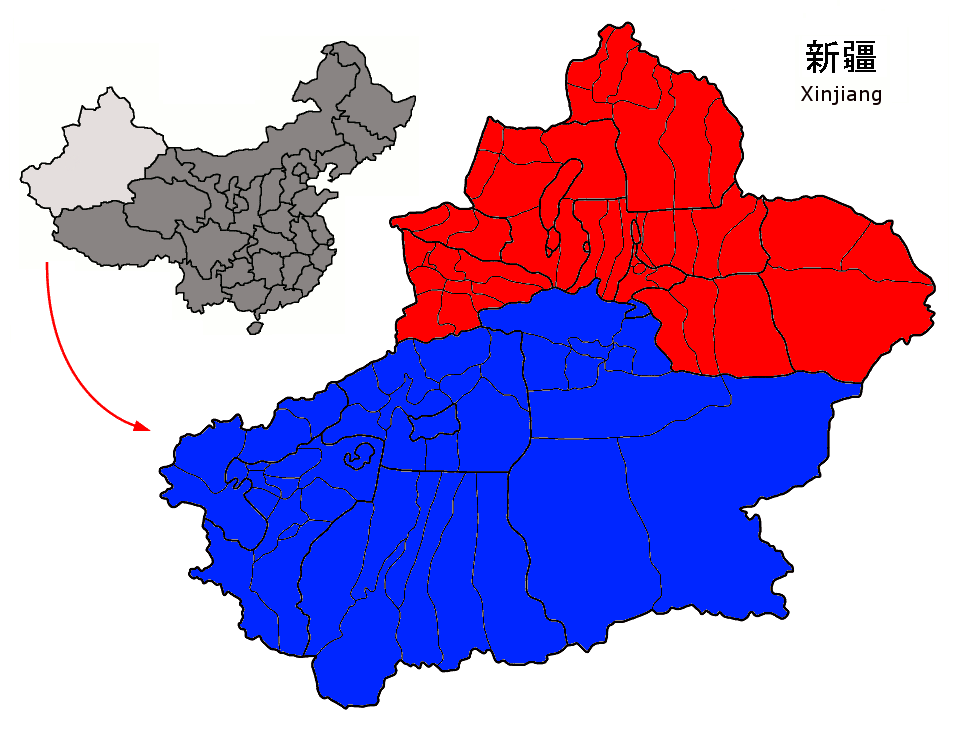
نقشهٔ ایالت سین‌کیانگ چین
جونغارستان
حوضهٔ تاریم

حوضهٔ تاریم یا حوضه آبریز رود تاریم، حوضهٔ بستهٔ بزرگی است که سرزمینی به گستردگی ۱٬۰۲۰٬۰۰۰ کیلومتر مربع را در بر می‌گیرد. این حوضه در استان خودگردان سین‌کیانگ در غرب جمهوری خلق چین جای گرفته‌است؛ از شمال به کوه‌های تیان‌شان و از جنوب به کوهستان کونلون می‌رسد. بیشتر آن را بیابان تکله‌مکان تشکیل می‌دهد. در گذشته قلمرو پادشاهی سکایی ختن بوده و سپس اویغور‌ها و جونگارها جای آنان را گرفته‌اند. امروزه اویغورها و تاجیک‌ها (نامی که ایرانی‌زبانان چین را بدان می‌خوانند) و چینی‌هایی که از سوی دولت مرکزی جابجا شده‌اند، در این سرزمین پراکنده‌اند.

## ریشه نام
تاریم یا تارم نامی ایرانی به معنی منطقهٔ گرم‌سیر است که بنا بر پژوهش احمد کسروی متضاد واژهٔ شمیران به معنی منطقه سردسیر است.

## تاریخچه
منطقه‌ای که اکنون سین‌کیانگ چین نام دارد از دیرباز گهوارهٔ رشد و نمو فرهنگ و تمدن ایرانی بوده‌است. این منطقه از این‌رو که خاوری‌ترین بخش «جهان ایرانی» و در حقیقت مرزبان خاوری آن بوده‌است، از اهمیت بسیاری برخوردار است. این منطقه در شرق آسیای میانه و شمال و جنوب بلندی‌های «تین‌شان» واقع شده‌است. در جنوب کوه‌های تین‌شان، حوضهٔ رود تاریم قرار دارد که در غرب به فلات پامیر محدود می‌شود. بیابان گستردهٔ تَکله‌مَکان در میان این منطقه واقع است. نام این منطقه در گذشته «تخارستان» و از روزگاران بسیار دور جایگاه تیره‌های ایرانی بوده‌است. هم‌چنین این منطقه از نخستین سده‌های میلادی به منزلهٔ بخشی از «جادهٔ ابریشم»، جهان ایرانی را به چین وصل می‌کرده‌است. مراکز مهم تمدن این منطقه پیرامون رود تاریم قرار داشته‌اند (شهرهای کوچا، قراشهر، کاشغر و تورفان در شمال رود تاریم، و شهرهای ختن و یارکند در جنوب این رود). نظریه‌ای وجود دارد مبنی بر آن که آریایی‌های تخارستان شاخه‌ای از سکاها بوده‌اند و بازماندگان سکاهایی هستند که در سده‌های هفتم و هشتم پیش از میلاد، به مانند اسکیت‌ها و کیمری‌ها، به سمت غرب مهاجرت نکرده و در تخارستان باقی ماندند. در تاریخ‌های چینی از تخارها با عنوان «یوئه‌چی» نام برده شده‌است. بر پایهٔ این تاریخ‌ها، در سال ۱۷۶ پ.م. تخارها مورد حملهٔ هون‌ها قرار گرفتند و مجبور به ترک سرزمین خود و سکنا گرفتن در سرزمین بلخ یا باختر شدند. اما این کوچ به منزلهٔ برچیده شدن فرهنگ و تمدن آریایی در تخارستان نبود؛ تاریخ از ماندگاری این فرهنگ در تخارستان حکایت دارد. در پی رونق گرفتن «جادهٔ ابریشم»، در نخستین سده‌های میلادی، تخارستان به عنوان بخش از مسیر جادهٔ ابریشم، سه تمدن بزرگ ایران، هند و چین را به یک‌دیگر پیوند می‌داد. در طول تاریخ روابط بازرگانی رشد و غنای فرهنگی را نیز از پی خود به ارمغان آورده‌است. از این رو جای‌گاه فرهنگی تخارستان، به سبب پیوندهای اقتصادی این سه تمدن بزرگ، از شکوفایی چشم‌گیری برخوردار شد. هرتسفلد و هاکن، دو دانش‌مند نام‌بردار باستان‌شناس، معتقدند که در سده‌های چهارم تا هفتم میلادی، یک سبک فاخر هنری با الگوهای ساسانی – بودایی مانند همان سبکی که در کوشان وجود داشته‌است، در تخارستان نیز پا گرفت. با این حساب، رنه گروسه، دانش‌مند شهیر فرانسوی، معتقد است که در پایان سدهٔ هفتم میلادی، تخارستان به منزلهٔ «ایران بیرونی» بوده‌است.

## تخارستان تاریخی

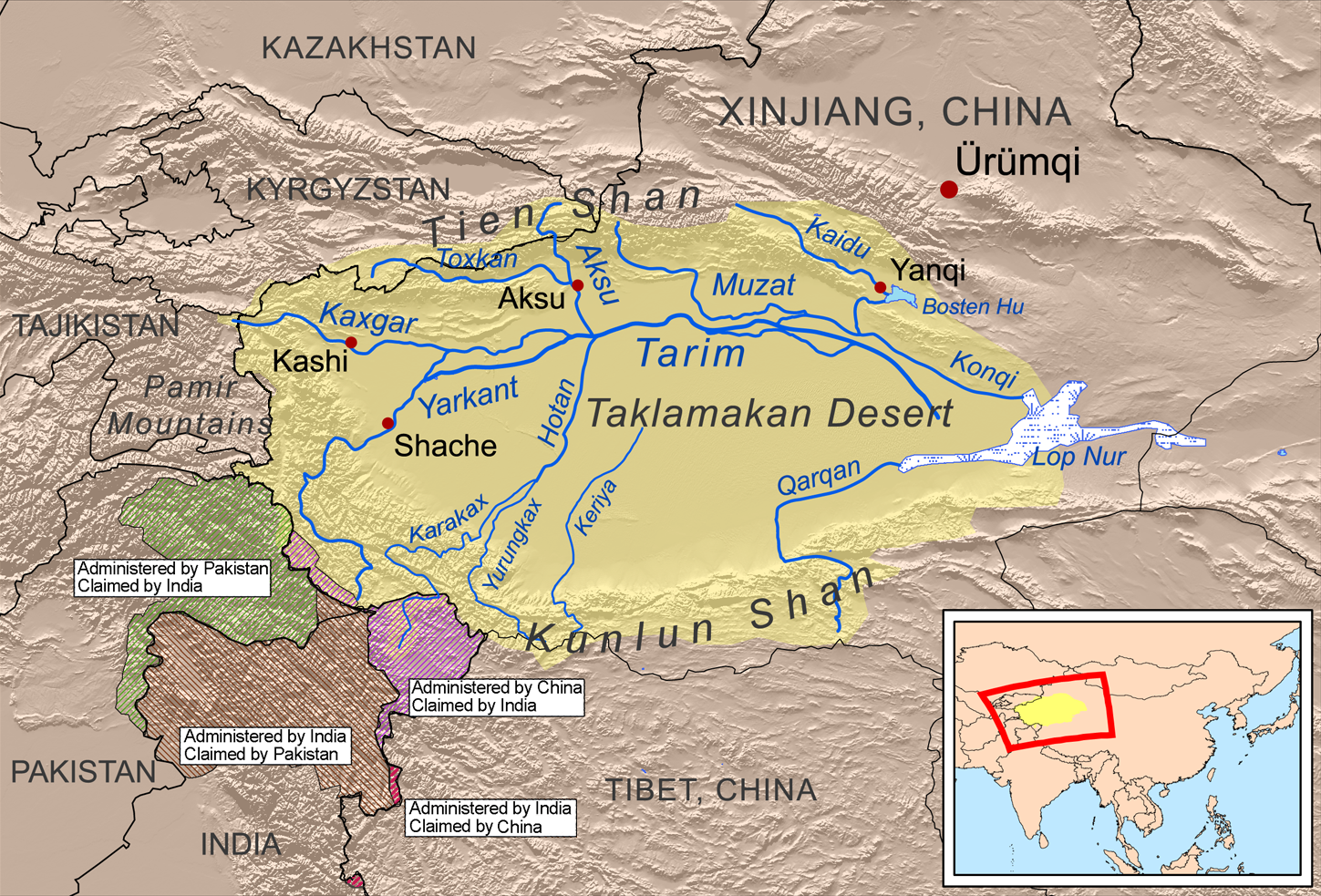
The Tarim Basin, 2008

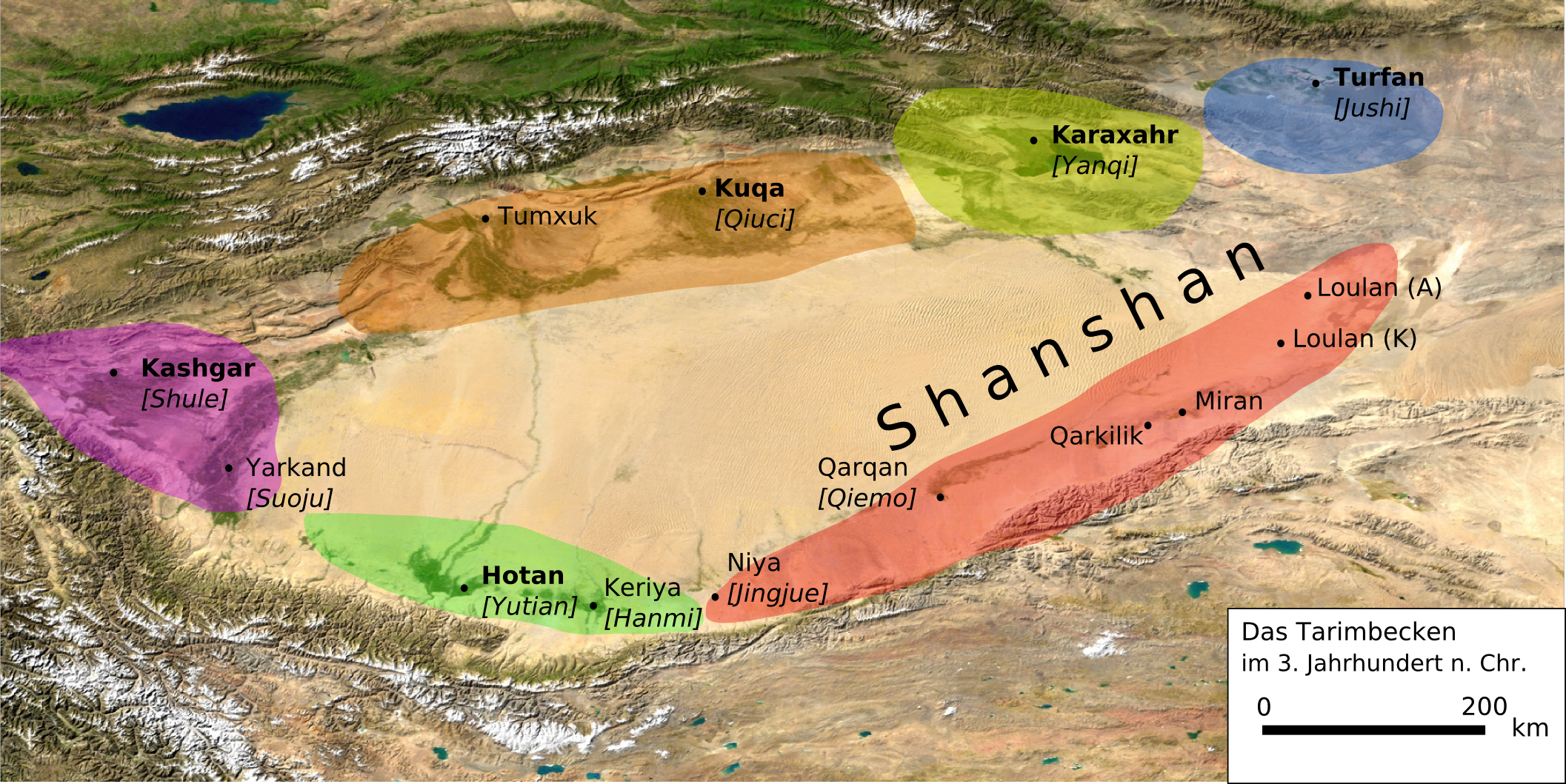
Tarim Basin in the 3rd century

شواهد بسیاری وجود این فرهنگ و هنر را در حوضهٔ رود تاریم ثابت می‌کنند. از جملهٔ این شواهد، نوشته‌هایی مربوط به سده‌های پنجم تا هفتم میلادی به خط سانسکریت و به زبان تخاری- یکی از شاخه‌های زبان هند و اروپایی- در شهر «کوچا» ست که در اواسط قرن بیستم میلادی توسط هیئت علمی به سرپرستی پلیو، اشتاین و لوکوک کشف و خوانده شد. آثار دیگر این منطقه که در حوضهٔ فرهنگی جهان ایرانی است، نگارهٔ «کومتورا» متعلق به سدهٔ هفتم میلادی است که اکنون در موزهٔ برلن است. در این نگاره، سواران شهر کوچا را با زره‌های فلزی و کلاه‌خودهای مخروطی‌شکل و نیزه‌های بلند می‌بینیم؛ منظره‌ای که ما را به یاد که آزادسواران ساسانی و سواره‌نظام زره‌پوش سارماتی می‌اندازد که تصاویرشان در «کرچ» واقع در شبه‌جزیرهٔ کریمه موجود است. این هم‌سانی نیز به نوبهٔ خود یادآور پیوستگی شگفت‌انگیز فرهنگ ایرانی از مرزهای چین تا شبه‌جزیرهٔ کریمه واقع در دریای سیاه است. در پی سیاست‌های توسعه‌طلبانهٔ امپراتوری تانگ چین (۹۰۷–۶۱۸ م)، در نیمهٔ اول سدهٔ هفتم پ.م. سپاهیان چینی، تخارستان را آماج حمله‌های خود قرار دادند. در سال ۶۳۲ م. ختن و کاشغر و در سال ۶۳۵ م. یارکند به تصرف امپراتوری تانگ درآمد. سپاهیان چینی در سال ۶۴۸ م. در پی ایستادگی مردم شهر کوچا، ۱۱ هزار نفر از مردم این شهر را کشتار کردند تا به خیال خود حاملان فرهنگ ایرانی را در این منطقه نابود کنند. هجوم‌های پیاپی چین و اقوام بیابان‌گرد ساکن در مناطق شمالی چین، به محو فرهنگ و تمدن ایران در تخارستان نینجامید. تخارستان تاریخی، و به ویژه ناحیهٔ تورفان، پایگاه ترویج یکی از دین‌های ایرانی یعنی دین مانویت بوده‌است. این دین ایرانی ترکیبی زیبا میان دین‌های زرتشتی و مسیحی است. در سده‌های هشتم و نهم میلادی، خلیفگان عباسی، پیروان مانی را در ایران و عراق مورد تعقیب قرار داده و موجب کوچ مانویان به تورفان تخارستان شدند. مواعظ و حکمت مانویت، به همراه فرهنگ ایرانی، سبب شد تا اویغورها به سرعت به مرحلهٔ تمدن برسند. اویغورها پس از هجوم چینی‌ها به تخارستان و براندازی حکومت‌های محلی آن منطقه، در سدهٔ نهم میلادی کنترل تخارستان را در دست گرفتند. اویغورها هم‌چنین با پذیرش فرهنگ مانوی، برتری قابل ملاحظه‌ای نسبت به دیگر قبیله‌های ترک و مغول یافتند و تا ظهور چنگیزخان، مربی دیگر قبیله‌های ترک و مغول بودند. تخارستان، تا به امروز خاوری‌ترین بخش جهان ایرانی است و با قدرت و صلابت که مشخصهٔ فرهنگی جهان ایرانی است، به حیات خود ادامه می‌دهد. در حال حاضر، در حوضهٔ رود تاریم به ویژه در ناحیهٔ تاج‌گوران (در نزدیکی کاشغر) با جلوه‌های گوناگون فرهنگ ایرانی مواجه هستیم. مردم این منطقه نماز خود را به زبان فارسی می‌خوانند. این امر نمونه‌ای از تلفیق زیبای فرهنگ ایرانی- اسلامی در این منطقه و گویای مسلمان شدن مردم این منطقه به دستِ بازرگانان ایرانی است.